# Avenidas Clinton y Washington (línea de la Calle Fulton)
Las  Avenidas Clinton y Washington es una estación en la línea de la Calle Fulton del Metro de Nueva York de la división B del Independent Subway System. La estación se encuentra localizada en Clinton Hill, Brooklyn entre las Calle Fulton y las Avenidas Clinton y Washington . La estación es servida en varios horarios por los trenes del Servicio  y .